# Sematophyllum erythropodium
Sematophyllum erythropodium är en bladmossart som beskrevs av Mitten 1869. Sematophyllum erythropodium ingår i släktet Sematophyllum och familjen Sematophyllaceae. Inga underarter finns listade i Catalogue of Life.